# Le Visionarium

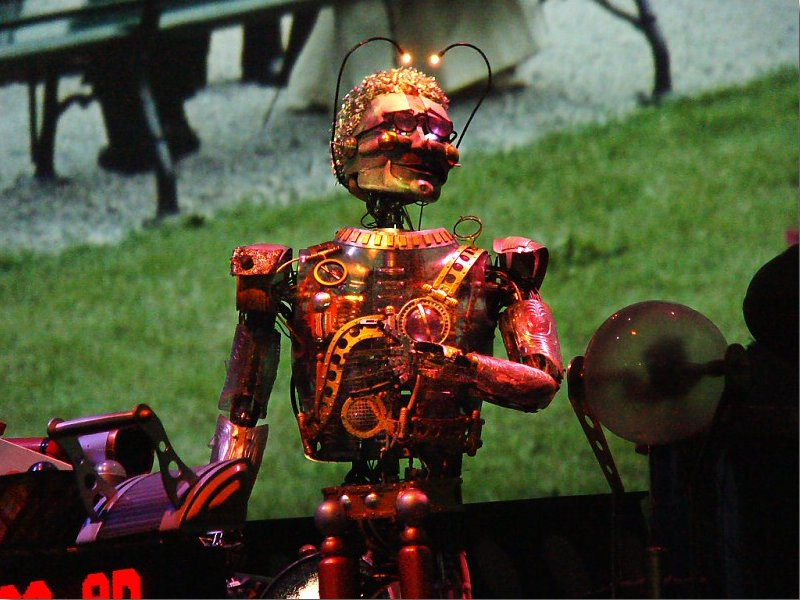
Timekeeper, l'hôte du Visionarium

Le Visionarium était une attraction de type cinéma à 360° utilisant la technique Circle-Vision 360°, présentée dans les parcs Disney et traitant du thème du voyage dans le temps. Elle portait le nom de The Timekeeper en dehors de la France. Elle a fermé dès 2002 à Tokyo, depuis 2004 en France, et depuis début 2006 en Floride.

## Le concept et l'histoire

### Conception de l'attraction
Lorsque les Imagineers développèrent Discoveryland à Disneyland Paris, l'idée d'une attraction de Circle-Vision 360° vit le jour. Le thème du voyage temporel semblait alors approprié pour partir à la découverte des visionnaires, ce qui était l'une des principales lignes directrices du land. Cependant, il fallait cette fois-ci développer un scénario cohérent, plutôt que de juxtaposer des séquences d'images, et plusieurs propositions furent faites (notamment celle selon laquelle un enfant serait emporté dans l'Histoire à la rencontre des grands penseurs, et ce sous le contrôle d'un ordinateur intelligent).
Finalement, les Imagineers optèrent pour une attraction présentant la démonstration publique du voyage temporel supervisée par deux robots, Timekeeper (qui contrôle le déroulement du voyage) et Nine-Eyes (qui effectue le voyage). De plus, puisque l'attraction a d'abord été développée pour le parc Disney européen, les acteurs ont été sélectionnés parmi les nations de ce continent. Quant au film, il a lui-même été nommé officiellement From Time to Time, (Un Voyage dans le Temps en français).

### Synopsis
Les visiteurs pénètrent dans Le Visionarium, laboratoire du robot-inventeur Timekeeper. Celui-ci s'adresse au public dans l'antichambre et présente sa dernière invention, la "Machine à remonter le Temps", en précisant que, du fait des dangers potentiels du voyage, c'est sa collaboratrice, Nine-Eyes, qui partira en première (il a testé sa résistance face à de rudes conditions physiques).
Les visiteurs sont conduits dans la salle d'expérimentation et sont rassemblés au centre. Timekeeper, trônant sur sa machine, lance une Nine-Eyes réticente dans le passé. Comme son nom l'indique, elle possède neuf yeux, chacun équipé d'une caméra, et les images qu'elle transmet sont présentées à 360° dans la salle.
Le premier arrêt se fait à la période du Trias où Nine-Eyes est attaquée par un Tyrannosaurus Rex. Sa solidité exceptionnelle la sauve cependant, et Timekeeper l'envoie sans délai à une époque plus sûre, l'ère glaciaire. Puis, elle fait un bond temporel jusqu'au Moyen Âge, et se retrouve prise dans une bataille entre des armées écossaises et britanniques. Timekeeper décide alors de l'envoyer jusqu'à la Renaissance. Elle y croise Mona Lisa qui se rend à l'atelier de Léonard de Vinci, dans lequel Nine-Eyes découvre le tableau de La Joconde encore inachevé, ainsi qu'un prototype de la Machine volante. Mais Léonard de Vinci remarque la nouvelle arrivante, et loin d'être effrayé par son aspect robotique, il décide d'en faire un rapide croquis. À ce moment, Timekeeper juge qu'il est préférable de s'éclipser, et il envoie Nine-Eyes en plein XVIIIe siècle, à une représentation de Wolfgang Amadeus Mozart encore enfant devant Louis XV et Madame de Pompadour. Là encore, Nine-Eyes est repérée par le futur compositeur et toute la cour royale qui s'empressent vers elle. Timekeeper effectue alors dans l'urgence une démarche temporelle qui envoie Nine-Eyes à la fin du XIXe siècle, où elle assiste en accéléré à l'édification de la Tour Eiffel. Lorsque les perturbations temporelles s'estompent, elle se retrouve en 1900 devant un pavillon de l'Exposition Universelle de Paris. C'est alors qu'elle assiste discrètement à une conversation entre Jules Verne et H. G. Wells qui sont ici pour présenter leur vision de l'avenir lors d'une conférence. Verne critique le fait que Wells, contrairement à lui, rédige des romans d'anticipation scientifiquement impossibles (notamment La Machine à remonter le Temps). Lorsque les deux hommes se séparent fâchés, Nine-Eyes est découverte par Jules Verne. Celui-ci, au comble de la surprise, l'empoigne pour mieux l'examiner. Timekeeper décide alors de ramener Nine-Eyes à l'époque contemporaine. Malheureusement, Jules Verne est lui aussi emporté dans le présent.
Cependant, après s'être remis de sa stupéfaction et avoir compris la situation, Verne demande à Timekeeper de lui permettre de découvrir le futur dont il a toujours rêvé (c'est-à-dire notre présent). D'abord réticent, Timekeeper accepte de faire voyager (spatialement et non temporellement) l'écrivain, sous la surveillance de Nine-Eyes. La première étape s'avère être la rencontre accidentelle avec un TGV (Verne se retrouve installé sur le nez du train). Ensuite, sur la place de l'Étoile à Paris, Jules Verne (qui n'a aucune notion du code de la route) traverse un boulevard et manque de provoquer un carambolage. Émerveillé par les voitures, il demande la faveur d'en conduire une. Timekeeper l'envoie donc sur un circuit de course, où « il n'y a pas d'embouteillages », et que Verne remonte un sens inverse, avant que Timekeeper ne l'envoie ensuite sur un bobsleigh en pleine descente. Conscient du danger qu'il fait courir au célèbre auteur, Timekeeper décide qu'un submersible sera plus approprié. Verne se retrouve alors dans un bathyscaphe d'exploration sous-marine et, ému, découvre la concrétisation de son roman Vingt Mille Lieues sous les mers. Timekeeper invite ensuite Verne à monter aux cieux, et le place dans une montgolfière qui s'élève au-dessus de Moscou. Cependant, un couple récemment marié s'y trouve déjà, et Timekeeper, pour éviter de déranger et parce que Verne connaît déjà ce moyen de transport, l'envoie à l'aéroport de Paris-Charles-de-Gaulle. Les mariés sont accidentellement téléportés eux aussi à Paris (où ils pourront commencer leur lune de miel). Dès que Jules Verne aperçoit les avions qui décollent (les wagons volants selon ses propres mots), il supplie Timekeeper de lui faire découvrir cette nouvelle merveille. Un petit contretemps se produit lorsqu'un bagagiste interpelle Verne, qui se fait peu après arrêter par des agents de sécurité. Mais le bagagiste, auquel Nine-Eyes explique la situation, tente ensuite de faire libérer Jules Verne, aidé par les manœuvres temporelles de Timekeeper. Puis vient ensuite une série de scènes dans lesquelles Jules Verne, à bord d'un hélicoptère, vit l'expérience du vol au-dessus de nombreux paysages européens (Le Mont-Saint-Michel, le château de Neuschwanstein). Enfin, Timekeeper emporte son voyageur « plus haut » entre la Terre et la Lune. Là encore, Jules Verne vit réellement son voyage imaginé dans De la Terre à la Lune.
Considérant que le voyage doit s'arrêter là, Timekeeper renvoie Jules Verne en 1900, juste à temps pour sa conférence. Wells, apercevant alors le retour de son confrère avec Nine-Eyes, en reste bouche bée. Après les adieux aux deux écrivains, Nine-Eyes revient au présent. C'est alors que Timekeeper propose aux visiteurs dans la salle de vivre eux-mêmes le voyage dans le temps, dans le futur cette fois-ci. Une famille est désignée et part avec Nine-Eyes pour Paris au XXIIe siècle. Ils se retrouvent à bord d'une Reinastella, voiture futuriste capable de voler au-dessus de la ville. C'est alors que la "Machine à remonter le Temps", telle que Wells l'avait imaginée dans son livre, surgit aux côtés de la Reinastella. À son bord, Verne et Wells, arrivant du XIXe siècle, sont finalement réunis avec tous les autres voyageurs.

### Distribution
- Timekeeper
  - Michel Leeb (voix française)
  - Robin Williams (voix américaine)[2]
  - George Tokoro (voix japonaise)[3]
- 9-Eyes
  - Myriam Boyer (voix française)
  - Rhea Perlman (voix américaine)
  - Yuki Saitō (voix japonaise)[3]
- Jules Verne
  - Michel Piccoli (voix française)
  - Masumi Okada (voix japonaise)[3]
- H. G. Wells : Jeremy Irons
- Agent de piste de Roissy : Gérard Depardieu
- Leonardo da Vinci : Franco Nero
- Louis XV : Jean Rochefort
- Madame de Pompadour : Nathalie Baye
- Interprète de H. G. Wells : Patrick Bauchau

### Les lieux du tournage
- Scènes dans le passé :
  - Château d'Alnwick, Comté du Northumberland, Angleterre, Royaume-Uni (bataille entre Anglais et Écossais).
  - Château Orsini-Odescalchi, Bracciano, Italie (atelier de Léonard de Vinci).
  - Château de Chantilly, Chantilly, France (concerto de Mozart).
  - Palmenhaus, château de Schönbrunn,Hietzing, Vienne, Autriche (Exposition Universelle).
- Scènes dans le présent :
  - Rouffach, Haut-Rhin, Alsace, France (scène avec le TGV).
  - Paris, Île-de-France, Val-d'Oise, France (scène sur la place de l'Étoile).
  - Knittelfeld, Styrie, Autriche (course du Grand Prix Renault).
  - Course Olympique de Bobsleigh, Innsbruck, Tyrol, Autriche (descente en bobsleigh).
  - Lyford Cay, Île de New Providence, Bahamas, Antilles (scène de la plongée sous-marine).
  - Place Rouge, Central Federal District, Moscou, URSS (scène en montgolfière).
  - Roissy-en-France, Île-de-France, Val-d'Oise, France (scène à l'aéroport).
  - Scènes d'envol de Jules Verne en hélicoptère :
    - Le Mont-Saint-Michel, Normandie, Manche, France.
    - Château de Neuschwanstein, Bavière, Allemagne.
    - Calais, Pas-de-Calais, France (au-dessus de la côte de la Manche)
    - New York, New York, États-Unis (uniquement dans la version du Magic Kingdom).

## Les différentes attractions
L'attraction ne fut jamais construite à Disneyland, bien que des plans l'incluait dans le parc WestCOT sous le nom de production du film From Time to Time, puis pour la rénovation de Tomorrowland en 1998. Le projet de parc ayant été annulé, la raison de la non construction dans Tomorrowland fut que la salle prévue pour accueillir le film devait servir pour la file d'attente de l'attraction Rocket Rods, qui fut un échec total auprès du public.

### Disneyland Paris
Le Visionarium était une version de l'attraction en accord avec le thème de Discoveryland. Ouverte en 1992, elle constituait à l'origine l'une des attractions les plus populaires du parc.
Cette version, au départ unique dans les parcs Disney, était présente depuis l'ouverture du parc. Son thème (voyager dans le temps à la rencontre des grands visionnaires de l'Histoire) était le fondement de Discoveryland. L'attraction ressemblait à un dôme à l'architecture intemporelle, et elle était accompagnée de la boutique Constellations (qui exposait des modèles réduits et des machines semblables à celles de Léonard de Vinci) ainsi que du Café des Visionnaires (présentant une fresque de Jules Verne et de ses œuvres). L'antichambre de l'attraction était une salle peu éclairée rassemblant au plafond ou sur des étagères de nombreux artéfacts des progrès humains à travers l'Histoire (modèle du Nautilus, de la Machine volante de Léonard de Vinci, de la première montgolfière...). Timekeeper s'adressait aux visiteurs par l'intermédiaire d'un écran.
Peu après l'ouverture de l'attraction, des copies ont vu le jour dans le Magic Kingdom ainsi qu'à Tokyo Disneyland (sous le nom de The Timekeeper). Cependant, au fur et à mesure des années, l'attraction a perdu de sa popularité auprès des visiteurs et a fini par être oubliée. Au bout de douze ans, elle ferma ses portes pour laisser place à Buzz Lightyear's Laser Blast. Néanmoins, cette dernière attraction, en hommage à son prédécesseur, met discrètement en scène Nine-Eyes (lors de la scène de l'attaque des robots dans l'espace).
- Ouverture : 12 avril 1992 (avec le parc)[1]
- Fermeture : 5 septembre 2004
- Conception : Walt Disney Imagineering
- Partenaire : Renault
- Durée : environ 20 minutes
- Audio-animatronics : 2
- Type d'attraction : Circle-Vision 360°
- Situation : 48° 52′ 25″ N, 2° 46′ 39″ E
- Attraction suivante :
  - Buzz Lightyear's Laser Blast (8 avril 2006)

### Magic Kingdom
L'attraction a ouvert le 21 novembre 1994 dans le théâtre de Circle-Vision qui avait déjà autrefois présenté quelques spectacles de ce type. D'abord nommée Transportarium jusqu'en 1995, elle adopta le nom de The Timekeeper par la suite. Elle différait sur certains points de la version européenne.
Tout d'abord, elle possédait un aspect résolument futuriste, en accord avec le Tomorrowland alentour. De plus, c'était Nine-Eyes qui assurait l'introduction dans l'antichambre et non Timekeeper. Le film, quant à lui, ne contenait pas les scènes à Moscou et à l'aéroport de Paris-Charles-de-Gaulle. En revanche, pendant les scènes où Jules Verne survole en hélicoptère de nombreux paysages, de nouveaux plans aériens au-dessus de New York ont été ajoutés. Enfin, bien que la musique de cette version soit semblable à celle de Disneyland Paris, une nouvelle orchestration plus futuriste a été ajoutée.
Peu à peu, à l'image de ses « cousines » européenne et japonaises, l'attraction ferma définitivement le 26 février 2006. Le film avait un aspect dépassé (les scènes à New York présentaient visiblement le World Trade Center avant sa destruction) et n'était plus aussi populaire. Cette version a été remplacée par Monsters, Inc. Laugh Floor, une attraction qui n'a pas nécessité le démantèlement du théâtre de Circle-Vision, qui est toujours présent aujourd'hui, bien que désactivé.
- Ouverture : 21 novembre 1994[1],[2]
- Ouverture saisonnière : à partir du 29 avril 2001
- Fermeture : 26 février 2006[4]
- Conception : Walt Disney Imagineering
- Durée : 19 minutes
- Audio-animatronics : 2
- Type d'attraction : Circle-Vision 360°
- Situation : 28° 25′ 06″ N, 81° 34′ 48″ O
- Attractions précédentes :
  - America the Beautiful du 25 novembre 1971 au 15 mars 1974 puis du 15 mars 1975 au 9 septembre 1984
  - Magic Carpet 'Round the World du 16 mars 1974 au 13 mars 1975
  - American Journeys 15 septembre 1984 au 9 janvier 1994
- Attractions suivante :
  - Monsters, Inc. Laugh Floor à partir d'avril 2007

### Tokyo Disneyland
L'attraction a ouvert en 1993. Elle reste très proche de la version européenne, malgré son aspect plus futuriste (l'antichambre par exemple possédait quelques cloisons de verre). Elle a fermé en 2002 pour céder sa place à Buzz Lightyear's Astro Blasters.
- Ouverture : 15 avril 1993[3]
- Fermeture : septembre 2002
- Conception : Walt Disney Imagineering
- Durée : 19 minutes
- Audio-animatronics : 2
- Type d'attraction : Circle-Vision 360°[3]
- Situation : 35° 37′ 58″ N, 139° 52′ 44″ E
- Attractions précédentes :
  - Magic Carpet 'Round the World 1983 - 1986
  - American Journeys 1986 - 1994
- Attractions suivantes :
  - Buzz Lightyear's Astro Blasters (2003)

## Autres détails
- La difficulté du tournage des scènes dans le passé venait du fait qu'il fallait trouver un lieu où il n'y avait aucun anachronisme à la ronde[5].
- Le tournage à Chantilly imposait que l'on place de nombreuses chandelles dans le château (il était impossible de fixer des sources d'éclairage aux murs). En cas d'incendie, des pompiers se trouvaient sur place, il s'agit des courtisans qui participent au bal[6].
- Renault, qui était sponsor de l'attraction à Paris, se voyait attribuer quelques références : un film sur l'historique de l'automobile Renault lors du pré-show, la scène du circuit de courses lors du grand prix Renault, ainsi que les apparitions de la Reinastella (voiture futuriste conçue par cette société) lors de la scène finale dans le futur et devant la façade de l'attraction.
- La musique a été composée par Bruce Broughton. Il existe deux orchestrations semblables : celle de Paris, Orlando et Tokyo aux accents rétrofuturistes, et une autre bien plus futuriste en supplément pour Orlando. Aujourd'hui, il est encore possible d'entendre cette partition à Disneyland Paris (station de Discoveryland ou hall du Disneyland Hotel) ainsi qu'aux alentours d'Astro Orbitor à Disneyland.